# ダニエル・ノボア
ダニエル・ロイ・ヒルクリスト・ノボア・アシン（スペイン語: Daniel Roy Gilchrist Noboa Azín、1987年11月30日 - ）は、エクアドルの政治家、実業家。現在、同国大統領（第46代）。

## 経歴

### 生い立ち
1987年、エクアドルの最大都市グアヤキル出身。父親はバナナの輸出業などで巨万の富を築き「バナナ王」とも呼ばれた、エクアドル有数の実業家アルバロ・ノボア。父アルバロは実業家としては成功したものの、5度の大統領選挙への挑戦はいずれも落選に終わった。

### 実業家として
18歳の時にイベント企業を起業。その後、父アルバロが率いている巨大企業グループで海運や営業部門の幹部に就き、また約20にも及ぶ同族企業の株を保有するなど実業界での経験は豊富。またアメリカ合衆国（米国）のハーバード大学ケネディ・スクールやジョージ・ワシントン大学の大学院など3つの大学院で、行政学や政治学の修士号を取得している。
2021年6月、前妻ゴールドバウムが離婚手続き中に使用したデータに対するプライバシー侵害と秘密漏洩の容疑が疑われている同国の保険会社「マップフレ」を調査するため、ノボアがスペインの裁判所に提出した訴状が認められた。

### 政治家として
2021年にエクアドルの国会議員に当選し、経済開発委員長などを務めた。2023年5月17日、ギジェルモ・ラソ大統領が弾劾手続きを回避するため国会を解散し、大統領選挙も繰り上げ実施されることとなり、ノボアは立候補を表明する。政界での手腕は未知数だったが、出馬した理由については国家運営が現状うまくいっておらず、自分の夢が国を助けることであるからだと表現している。当初は泡沫候補とも目されていたが、既存政治からの変革を求める若者から支持を得ることに成功し、8月20日の第1回目投票ではルイーサ・ゴンサレスの後塵を拝し2位であったが10月15日の決選投票では51.83％を獲得し、48.17％にとどまったゴンサレスに逆転当選した。35歳での大統領当選はエクアドル史上最年少である。勝利宣言の演説では、暴力や汚職、憎悪によって深刻な打撃を受けたこの国を再建するための仕事を始めると述べた。前倒し選挙のためノボアの任期はラソ前大統領の残り任期である2025年5月までの約1年5か月しかなく、通常は3選禁止であるがノボアの場合はあと2回の再選が可能であった。11月23日に大統領に就任した。

### 大統領任期中
2024年1月7日、刑務所に服役していた犯罪組織のリーダーが脱獄したことを契機に、国内で複数の爆発、警官の拉致、刑務所内の騒乱、テレビ局の占拠が相次いで発生。大統領として国内が武力衝突状態にあるとして非常事態宣言を発令し、エクアドル軍を街や刑務所に配備。また治安部隊に対して複数の犯罪組織の無効化を指示した。
2025年2月9日に執行された大統領選挙に再選を目指して立候補。選挙戦では1期目の治安対策の成果を強調したほか、麻薬密売組織の取締りの徹底を訴え国民の支持を得た。第1回目投票では弁護士で野党系候補のルイーザ・ゴンサレスと共に4割強を獲得。4月13日の決選投票では選挙管理委員会により、開票率96.47％時点でノボアの得票率が55.73％を得票したとされ、ノボアは「エクアドルは過去に戻りたくない。前に進む」と勝利宣言を発したが、約44％にとどまったゴンサレスは再集計を求め、敗北宣言を拒否した。

## 政策
政治思想は右派に分類され、保守的な政治家などから支持を得る。親米派とされ、治安の回復には米軍の駐留が必要としている。
2023年の大統領選挙では中小企業の活性化や、外国からの投資を呼び込むことで若者の雇用機会を創出するといった経済成長を公約に掲げた。このほか選挙中の8月には立候補者のフェルナンド・ビジャビセンシオが殺害される事件が発生したことから治安対策も主要な争点に浮上しており、ITを活用した犯罪対策など治安回復も訴えたほか、腐敗防止も公約に掲げた。

## 人物
友人からは多様性を尊重するタイプであると評される。夜明け前には起床して運動することが日課。愛犬家であり、犬を7匹飼っている。

## 家族
再婚しており、前妻のガブリエラ・ゴールドバウムとの間に1女がいる。現在の妻は栄養専門家でSNSフォロワー数30万人を誇るラビニア・バルボネシで、1男をもうけている。